# Wecomedon similis
Wecomedon similis är en kräftdjursart som beskrevs av Jarrett och Edward Lloyd Bousfield 1982. Wecomedon similis ingår i släktet Wecomedon och familjen Lysianassidae. Inga underarter finns listade i Catalogue of Life.